# 愛媛県道36号野村柳谷線
愛媛県道36号野村柳谷線（えひめけんどう36ごう のむらやなだにせん）は、愛媛県西予市と上浮穴郡久万高原町西谷を結ぶ県道（主要地方道）である。

## 概要
野村町予子林を起点に、四国カルスト（大野ヶ原）を横断し上浮穴郡久万高原町西谷を終点とする。しかし急峻な四国山地を通過しているため所々で1車線の未改良区間や、起点直後や西予市野村町小松付近のいわゆる九十九折り区間が多いため険道の様相を呈している。大野ヶ原付近は改良済み2車線になっており、所々で改良工事が進んでいる。

### 路線データ
- 起点：西予市野村町予子林（国道197号交点）
- 終点：上浮穴郡久万高原町西谷（国道440号交点）

## 歴史
- 1993年（平成5年）5月11日 - 建設省から、県道野村柳谷線が野村柳谷線として主要地方道に指定される[1]。

## 路線状況

### 重複区間
- 愛媛県道32号肱川公園線（西予市野村町予子林 地内）

## 地理

### 通過する自治体
- 西予市
- 大洲市
- 西予市
- 上浮穴郡久万高原町

### 交差する道路
- 国道197号（起点）
- 愛媛県道32号肱川公園線（西予市野村町予子林）
- 愛媛県道56号内子河辺野村線（西予市野村町惣川）
- 愛媛県道383号四国カルスト公園縦断線（西予市野村町大野ケ原）
- 国道440号（終点）

### 沿線にある施設など
- 西予市立惣川小学校
- 西予市立大野ヶ原小学校
- 四国カルスト（大野ヶ原）